# (5093) Svirelia
(5093) Svirelia est un astéroïde de la ceinture principale.

## Description
(5093) Svirelia est un astéroïde de la ceinture principale. Il fut découvert le 14 octobre 1982 à Naoutchnyï par Lioudmila Karatchkina. Il présente une orbite caractérisée par un demi-grand axe de 2,66 UA, une excentricité de 0,17 et une inclinaison de 12,7° par rapport à l'écliptique.

## Compléments